# Anisodes flavareata
Anisodes flavareata là một loài bướm đêm trong họ Geometridae.